# Altes Pfarrhaus Herchen

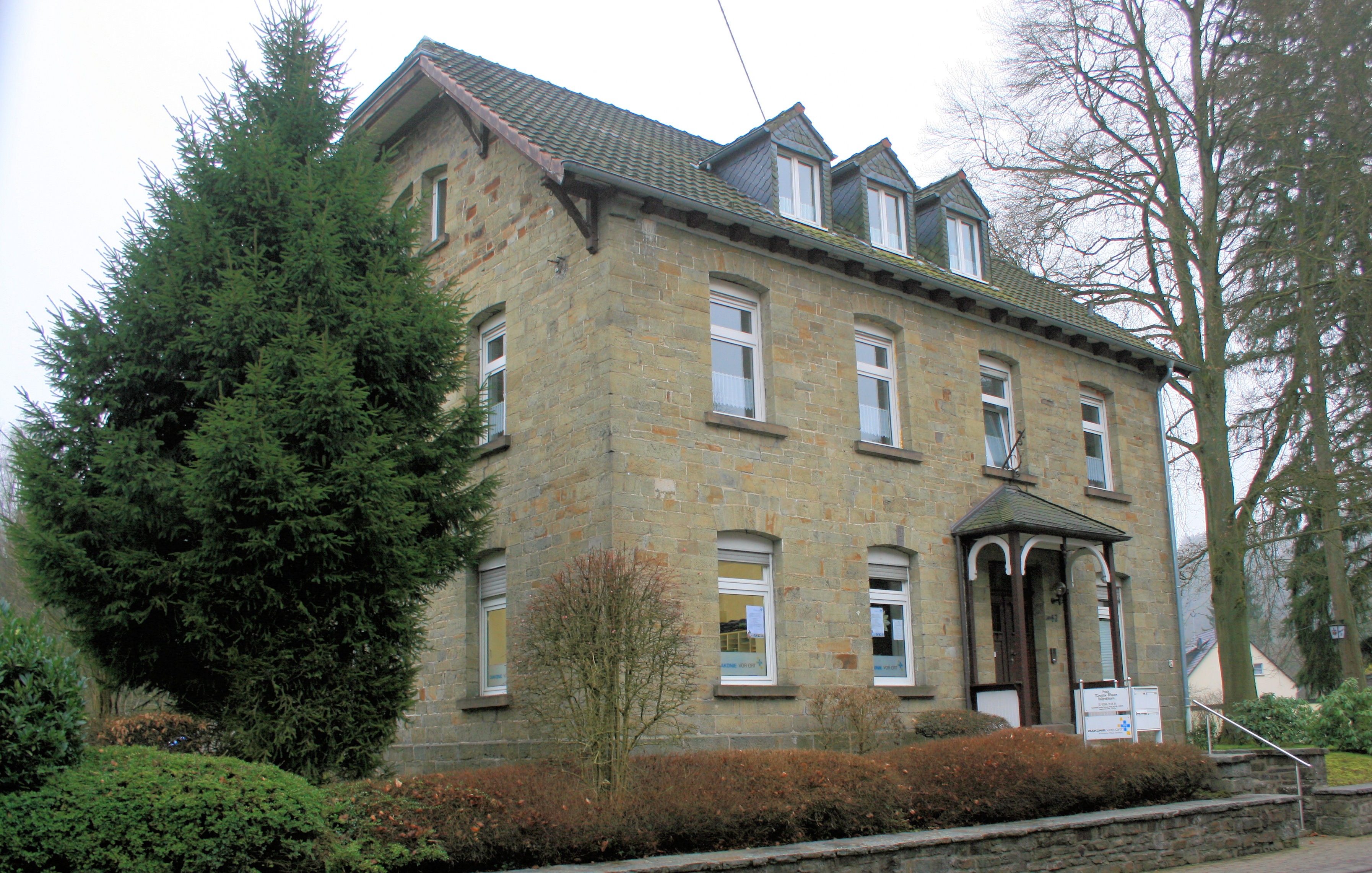
Das alte Pfarrhaus Herchen, 2014

Das Alte Pfarrhaus Herchen der lutherischen Gemeinde in Herchen wurde bereits 1848 errichtet, während die Evangelische Kirche Herchen erst 1878 erbaut wurde. Grund war die gemeinsame Nutzung der Kirche St. Peter von beiden Glaubensrichtungen (Simultaneum).
1911 wurde das Pfarrhaus umgebaut und erweitert. 1945 bis 46 war das Pfarrhaus militärisches Sperrgebiet der belgischen Besatzungstruppe. Heute ist es Sitz der Caritas Windeck-Eitorf.

## Denkmalschutz
Die Kirche ist unter der Nummer A 28 in die Liste der Baudenkmäler in Windeck eingetragen.